# Дабрица
Дабрица је насељено мјесто у општини Берковићи, у Републици Српској, БиХ. Према прелиминарним резултатима пописа 2013. године, у насељу живи свега 118 становника.
Овдје се налази Стари град Коштун.

## Географија
Налази се на 413-680 метара надморске висине површине 4,86 км², удаљено око 25 км од општинског центра. Сједиште
је мјесне заједнице. Разбијеног је типа, а засеоци су: Брачићи, Бријег, Дабрица, Коритник, Маричин гај и Миљановица. Смјештено је сјеверозападно од Дабарског поља, између планина Сњежница и Хргуд и кањона ријеке Радимље. Атар је богат изворима. На подручју села постоје налазишта боксита.

## Историја
На неколико локалитета пронађени су остаци праисторијске и античке керамике, као и римски царски новац, међу којим и новац из доба Марка Аурелија (II вијек нове ере). Локалитет Коштун (Коштур), на коме се налазе праисторијска градина и касноантичко утврђење, проглашен је 2004. националним спомеником Босне и Херцеговине. Средњовјековне некрополе сачуване су у засеоцима Дабрица (168 стећака), Бријег (21) и Коритник (14). У ратовима 1912-1918. било је 14 добровољаца у српској и црногорској војсци (Јово Д. Буквић, Марко М. Ђурица, Максим Ђ. Милан И. и Ђуро Т. Јелачић, Максим Т. Медан, Данило П. Михић, Ђорђе П. и Јово П. Пудар, Аћим И. и Васиљ Ј. Радишић, Видоје Т. Самарџић, Милан Н. и Новица Солдо). Током Другог свјетског рата страдало је 85 цивила, један припадник Југословенске војске и 17 бораца Народноослободилачке војске Југославије. У селу постоји спомен-плоча посвећена 8. партизанској чети Столачког батаљона, која је основана 1941. у Дабрици. У Одбрамбено-отаџбинском рату 1992-1995. погинуо је један борац Војске Републике Српске, чије име се налази на спомен-плочи на саборној цркви у Берковићима.
Џамија Сефер-аге Беговића, грађена 1610-1611, и гробље Околиште из турског периода поред ње, проглашени су 2003. националним спомеником Босне и Херцеговине. На подручју села постоје и муслиманска гробља Харем поље и Бријег-Зеница. Црква Рођења Пресвете Богородице у засеоку Дабрица саграђена је 1970. године. Код цркве се за
Петровдан одржава народни сабор. Православна гробља су: Црквине у засеоку Дабрица, Селиште и Барино гробље у Брачићима, Уметаљка, Михића гробље и Здрацина у Коритнику. Католичка гробља су Бориште, са капелом, и Папчево гробље. Основна четворогодишња школа отворена
је 1932, а 2016. радила је као подручно одјељење Основне школе "Његош", Берковићи.

## Становништво
У дефтеру из 1475/1477. помиње се село Дабрица, са 37 домаћинстава и хришћанским становништвом. У њему су зими боравили власи из катуна Доброја Рајковића. Помиње се и село Брачићи, данашњи заселак Дабрице, такође са хришћанским становништвом. Село је 1879. имало 84 домаћинства и 566 становника (247 православаца, 212 муслимана и 107 католика); 1910. - 994 становника; 1921. - 1.045; 1948. - 853; 1971. - 842; 1991. - 475; 2013. - 38 домаћинстава и 112 становника (79 Срба и 33 Бошњака). Породице Буквић, Михић, Медан, Муратовић славе Јовањдан; Вуковић - Илиндан; Вукосав, Ивковић, Смиљанић - Никољдан; Гордић - Мратиндан; Ђурица - Трифундан; Ивеља, Хербез - Аранђеловдан; Јелачић - Светог Климента; Пудар, Радишић - Ђурђевдан. Бројније бошњачке породице које су живјеле у селу су: Бајгорић, Беговић, Жугор, Зукановић, Кларић, Маце, Медар и Мравић, а хрватске: Марјановић, Папац и Превишић. Из Дабрице је Славко Гордић, доктор књижевности.
| Демографија | Демографија | Демографија |
| Година      | Становника  | Становника  |
| ----------- | ----------- | ----------- |
| 1879.       | 566         |             |
| 1910.       | 994         |             |
| 1921.       | 1.045       |             |
| 1948.       | 853         |             |
| 1953.       | 894         |             |
| 1961.       | 847         |             |
| 1971.       | 842         |             |
| 1981.       | 769         |             |
| 1991.       | 475         |             |
| 2013.       | 118         |             |

## Привреда
Прије Другог свјетског рата у Дабрици се експлоатисао боксит (руда из које се добија алуминијум).Рудник је отворен 1938. године. Године 1972. „ОУР Бокситни рудници Столац“ почињу са експлоатацијом боксита са свега неколико радника, а до 1992. и посљедњег рата та се фирма развија у једног од носилаца привредног живота у општини Столац, а нарочито у Дабрици. Стална радна мјеста, солидна примања, отварање амбуланте, асфалтирање пута доводи до престанка миграције становника из Дабрице у околне градове која је нарочито била изражена у годинама послије Другог свјетског рата. Рудник је престао са радом 1992. године Након тога, на мјесту ископавања формирано је вјештачко језеро. Највише становништва радило је у руднику. Послије рата 1992-1995. мјештани се углавном баве пољопривредом. Село је добило електричну енергију 1971, а телефонске прикључке 2005. године.